# لحنش (فلم)
لحنش هو فيلم مغربي من إخراج إدريس لمريني سنة 2017، وبطولة كل من عزيز داداس، مجدولين الإدريسي، فضيلة بنموسى، محسن مالزي، عبدو المسناوي، زهور السليماني.

## القصة
يحكي الفيلم قصة شاب عاطل ينتحل صفة ضابط شرطي من أجل الكسب والانتقام من ماضي القهر الذي عاشته والدته بسبب تعسف رجال السلطة عليها، ويسعى الفيلم من خلال الضابط المزيف إلى تسليط الضوء على مجموعة من المواضيع المرتبطة ببعض الظواهر الاجتماعية والحالات الإنسانية المرتبطة بعوالم الاشتغال في سلك الشرطة.

## روابط خارجية
- مقالات تستعمل روابط فنية بلا صلة مع ويكي بيانات